# Eich (Luxemburgo)
Eich (en luxemburgués : Eech ) es uno de los 24 barrios de la ciudad de Luxemburgo . En 2014 tenía 2.664 habitantes. Está situado al sur de la ciudad de Luxemburgo.

## Historia
Eich fue una ciudad de Luxemburgo, municipio hasta el 1 de julio de 1920 cuando fue incorporada a la ciudad de Luxemburgo. Hasta el 8 de mayo de 1849, el municipio de Eich también incluía Rollingergrund, que también se incorporó a la ciudad de Luxemburgo el 27 de marzo de 1920.